# Carvalhoa
Carvalhoa  es un género de plantas con dos especies perteneciente a  la familia Apocynaceae. 
Es originario del este y sur de África tropical en Kenia, Tanzania, Malaui, Mozambique y Zambia.

## Taxonomía
El género  fue descrito por K.Schum. & Prantl y publicado en Nat. Pflanzenfam. 4(2): 189. 1895.

## Especies
- Carvalhoa campanulata K.Schum. -- Nat. Pflanzenfam. Engl. & Prantl
- Carvalhoa macrophylla K.Schum.